# Valerano III di Limburgo
Valerano di Limburgo (1168 circa – Cremona, 2 luglio 1226) fu conte consorte di Lussemburgo, dal 1214 e Duca di Limburgo e Conte di Arlon dal 1221 alla sua morte.

## Origine
Valerano, secondo la Chronica Albrici Monachi Trium Fontium era figlio del Duca di Limburgo e Conte di Arlon, Enrico III e della moglie (come ci viene confermato dal documento n° LXVII della Histoire du Limbourg, vol VI: Codex diplomaticus Valkenburgensis., datato 1178), Sofia di Saarbrücken, figlia del conte di Saarbrücken, Simone I e della moglie Mechilde.
Enrico III di Limburgo, secondo la Histoire du Limbourg, vol.III. era figlio del Duca di Limburgo e Conte di Arlon, Enrico II e della prima moglie, Matilde di Saffenberg, figlia del conte Adolfo di Saffenberg, la quale aveva portato in dote i territori di Rode, che da quel giorno furono detti: Rode le Duc, da cui Rolduc.

## Biografia
Valerano viene citato nel documento n° LXVII della Histoire du Limbourg, vol VI: Codex diplomaticus Valkenburgensis. del 1178, assieme al padre, Enrico III, alla madre, Sofia ed al fratello, Enrico.
Nel 1189, secondo la Histoire du Limbourg: vol.III. Codex diplomatiche Dalemensis, Valerano prese la Croce al seguito dell'imperatore Federico Barbarossa, col fratello, Enrico ed il padre Enrico III di Limburgo, che, ben presto fece ritorno in patria; la presenza alla terza crociata al seguito del Barbarossa, di Valerano, figlio del duca di Limburgo, assieme ai fratelli, viene confermata, nel 1188, anche dai Trophées tant sacrés que profanes du duché de Brabant.
Valerano fu al seguito del re d'Inghilterra, Riccardo Cuor di Leone, alla conquista di San Giovanni d'Acri, nel luglio del 1191, alla vittoriosa battaglia di Arsuf, in settembre, sino a Gerusalemme, dove non fu posto l'assedio.
Nel 1192, Valerano, dopo essersi distinto alla riconquista di Giaffa, e, dopo che Riccardo Cuor di Leone aveva stipulato una tregua di circa tre anni col Saladino, fece ritorno in patria.
Secondo il documento n° LXXI della Histoire du Limbourg, vol VI: Codex diplomaticus Valkenburgensis. del 1196, assieme al padre, Enrico III (Henricus de Lemborc), ed ai fratelli (Henrici, Waleranni, Frederici et Gerardi), Valerano assistette alla fondazione di una abbazia (Vallis Sancti Lamberti).
Suo padre, Enrico III fu sostenitore di Ottone IV di Brunswick, che il 9 giugno 1198 era stato eletto a Colonia re di Germania (Rex Romanorum) dai principi guelfi del basso Reno; l'incoronazione ebbe luogo ad Aquisgrana il 12 luglio e fu celebrata da Adolfo, arcivescovo di Colonia, in contrapposizione a Filippo di Svevia, incoronato a Magonza, l'8 settembre. Secondo la Chronica Albrici Monachi Trium Fontium Valerano ed il padre, Enrico III, furono presenti all'incoronazione di Ottone.
In quel periodo Valerano divenne e Signore di Monjoie).
Dopo essere rimasto vedovo della prima moglie, nel 1213 circa, Valerano, secondo la Chronica Albrici Monachi Trium Fontium, nella primavera del 1214, sposò, in seconde nozze, la contessa di Lussemburgo, Ermesinda, anche lei al secondo matrimonio (era vedova da pochi mesi del conte di Bar, Tebaldo I) come ci viene confermato sempre dalla Chronica Albrici Monachi Trium Fontium, divenendo così conte consorte di Lussemburgo; infatti nel documento n° CXI della Histoire du Limbourg, vol VI: Codex diplomaticus Valkenburgensis. del 1218, Valerano viene citato come conte di Lussemburgo (Waleranum comitem Luceburgensem).
Assieme a suo padre, Enrico III fu a fianco di Ottone IV, partecipò alla campagna contro il regno di Francia, ma, nei pressi di Bruxelles, vennero sconfitti, nel 1214, nella battaglia di Bouvines, vicino a Lilla.
Dopo essere divenuto conte consorte di Lussemburgo, secondo John Allyne Gade, nel suo Luxembourg in the Middle Ages (non consultato), Valerano per due volte, nel 1214 e nel 1223, si scontrò coi marchesi di Namur, in quanto la moglie aveva pretese dinastiche su quel marchesato. Senza aver ottenuto la vittoria fu costretto a firmare la pace di Dinant, nel febbraio del 1223.
Suo padre, Enrico III morì nel 1221, e come ci ricorda la Chronica Albrici Monachi Trium Fontium fu sepolto nell'Abbazia di Rolduc a Kerkrade, in Limburgo e gli succedette il figlio Valerano.
Sempre John Allyne Gade, nel suo Luxembourg in the Middle Ages (non consultato), Valerano aderì alla sesta crociata indetta, nel 1224, da papa Onorio III e, nel 1225, raggiunse, l'imperatore, Federico II di Svevia, nel regno di Sicilia, e dato che la partenza per la crociata venne rimandata, Valerano decise di rientrare nel suo ducato, ma, durante il viaggio di ritorno morì a Cremona. Secondo il Chronicon Lamberti Parvi, a Reinerio Monacho Continuatum, 1225, Veterum Scriptorum, Tome V (non consultato), Valerano morì nel 1225, mentre secondo la Chronica Albrici Monachi Trium Fontium valerano (Walerannus de Ardenna dux) morì, nel 1226, cinque anni dopo il padre (Henricus de Lemborg), e fu tumulato nell'Abbazia di Rolduc a Kerkrade.

## Matrimoni e discendenza
Valerano, in prime nozze, come ci viene confermato dal documento n° CLII della Histoire du Limbourg, vol VI: Codex diplomaticus Valkenburgensis. aveva sposato Cunegonda di Lorena, figlia del Duca di Lorena, Federico I (secondo la Chronica Albrici Monachi Trium Fontium era figlio del Duca di Lorena, Mattia I e della moglie Giuditta detta anche Berta, nipote del re di Germania, Corrado III di Svevia) e della moglie (come viene confermato dal Chronicon Polono-Silesiacum), Wierchosława Ludmilla, figlia di Mieszko III di Polonia, come viene confermato dalla Chronica Albrici Monachi Trium Fontium.
Valerano da Cunegonda ebbe quattro figli:
- Sofia (ca. 1190 – 1226/27), sposata col conte di Altena, Federico di Isenberg, come ci viene confermato dal documento n° CLXII della Histoire du Limbourg, vol VI: Codex diplomaticus Valkenburgensis. in cui il figlio di Sofia (Teodorico) si definisce figlio della sorella del duca Enrico IV[28]
- Matilde (ca. 1192 – dopo il 1234), sposata col Conte di Jülich, Guglielmo III, madre di  Guglielmo IV, Conte di Jülich, come da documento n° 139 del Niederrheins Urkundenbuch, Band II, del 1226[29]
- Enrico[23] (ca. 1195 – 1247), Duca di Limburgo
- Valerano[23] (ca. 1200 – 1242), che sposò Elisabetta di Bar, figlia di Ermesinda di Lussemburgo e del suo primo marito, Tebaldo I, conte di Bar[17].

Valerano, secondo la Chronica Albrici Monachi Trium Fontium, nella primavera del 1214, aveva sposato, in seconde nozze, la contessa di Lussemburgo, Ermesinda, che secondo il Gisleberti Chronicon Hanoniense era figlia del conte di Lussemburgo, Enrico IV, detto il Cieco e Agnese di Gheldria, sorella di Ottone I, Conte di Gheldria.
Valerano da Ermesinda ebbe tre figli:
- Caterina[17] (ca. 1215 – 1255), sposata con Mattia II, Duca di Lorena[31], nipote di Cunegonda di Lorena
- Enrico[32] (ca. 1216 – 1281), conte di Lussemburgo
- Gerardo[32] (ca. 1223 – 1276), signore di Durbuy.

## Ascendenza
|                          |                         |                         | Genitori                                     |  |  | Nonni |  |  | Bisnonni                |  |  | Trisnonni                 |  |
|                          |                         |                         |                                              |  |  |       |  |  | Valerano II di Limburgo |  |  | Enrico della Bassa Lorena |  |
|                          |                         |                         |                                              |  |  |       |  |  | Valerano II di Limburgo |  |  | Enrico della Bassa Lorena |  |
|                          |                         | Adelaide di Podenstein  |                                              |  |  |       |  |  | Valerano II di Limburgo |  |  |                           |  |
| Enrico II di Limburgo    |                         |                         |                                              |  |  |       |  |  | Valerano II di Limburgo |  |  |                           |  |
|                          |                         | Giuditta von Wassenberg | Gerardo I di Gheldria                        |  |  |       |  |  |                         |  |  |                           |  |
|                          |                         | Giuditta von Wassenberg | Gerardo I di Gheldria                        |  |  |       |  |  |                         |  |  |                           |  |
|                          |                         | Giuditta von Wassenberg | Clemenza d'Aquitania                         |  |  |       |  |  |                         |  |  |                           |  |
| Enrico III di Limburgo   |                         | Giuditta von Wassenberg |                                              |  |  |       |  |  |                         |  |  |                           |  |
|                          |                         | Adolfo di Saffenberg    | Adalberto di Saffenberg                      |  |  |       |  |  |                         |  |  |                           |  |
|                          |                         | Adolfo di Saffenberg    | Adalberto di Saffenberg                      |  |  |       |  |  |                         |  |  |                           |  |
|                          |                         | Adolfo di Saffenberg    | Mathilde                                     |  |  |       |  |  |                         |  |  |                           |  |
| Matilde di Saffenberg    |                         | Adolfo di Saffenberg    |                                              |  |  |       |  |  |                         |  |  |                           |  |
|                          |                         | Margherita di Rötz      | Luitpoldo Engelberto di Rötz e Schwarzenburg |  |  |       |  |  |                         |  |  |                           |  |
|                          |                         | Margherita di Rötz      | Luitpoldo Engelberto di Rötz e Schwarzenburg |  |  |       |  |  |                         |  |  |                           |  |
|                          |                         | Margherita di Rötz      | …                                            |  |  |       |  |  |                         |  |  |                           |  |
| Valerano III di Limburgo |                         | Margherita di Rötz      |                                              |  |  |       |  |  |                         |  |  |                           |  |
|                          | Federico di Saarbrücken | Siegbert di Saarbrücken |                                              |  |  |       |  |  |                         |  |  |                           |  |
|                          | Federico di Saarbrücken | Siegbert di Saarbrücken |                                              |  |  |       |  |  |                         |  |  |                           |  |
|                          | Federico di Saarbrücken | …                       |                                              |  |  |       |  |  |                         |  |  |                           |  |
| Simone I di Saarbrücken  | Federico di Saarbrücken |                         |                                              |  |  |       |  |  |                         |  |  |                           |  |
|                          |                         | Gisela di Lorena        | …                                            |  |  |       |  |  |                         |  |  |                           |  |
|                          |                         | Gisela di Lorena        | …                                            |  |  |       |  |  |                         |  |  |                           |  |
|                          |                         | Gisela di Lorena        | …                                            |  |  |       |  |  |                         |  |  |                           |  |
| Sofia di Saarbrücken     |                         | Gisela di Lorena        |                                              |  |  |       |  |  |                         |  |  |                           |  |
|                          |                         | Meginhard di Sponheim   | …                                            |  |  |       |  |  |                         |  |  |                           |  |
|                          |                         | Meginhard di Sponheim   | …                                            |  |  |       |  |  |                         |  |  |                           |  |
|                          |                         | Meginhard di Sponheim   | …                                            |  |  |       |  |  |                         |  |  |                           |  |
| Mechilde von Sponheim    |                         | Meginhard di Sponheim   |                                              |  |  |       |  |  |                         |  |  |                           |  |
|                          |                         | Mechilde di Mörsberg    | …                                            |  |  |       |  |  |                         |  |  |                           |  |
|                          |                         | Mechilde di Mörsberg    | …                                            |  |  |       |  |  |                         |  |  |                           |  |
|                          |                         | Mechilde di Mörsberg    | …                                            |  |  |       |  |  |                         |  |  |                           |  |
|                          |                         | Mechilde di Mörsberg    |                                              |  |  |       |  |  |                         |  |  |                           |  |

### Letteratura storiografica
- Austin Lane Poole, Filippo di Svevia e Ottone IV, cap. II, vol. V (Il trionfo del papato elo sviluppo comunale) della Storia del Mondo Medievale, 1999, pp. 54–93.
- (LA)  Histoire du Limbourg, vol VI: Codex diplomaticus Valkenburgensis.
- (LA)  Histoire du Limbourg, vol VII: Annales Rodensis.
- (FR)  Histoire du Limbourg, vol.III: Codex diplomaticus Dalemensis.